# Веселов, Максим Фёдорович
Максим Фёдорович Веселов (род. 3 августа 1970, г. Большой Камень, СССР) — Художественный руководитель и Главный режиссёр Театра Драмы и Трагикомедии «АртелЬ-СПб».

## Биография
Окончил ХГИИК по специальности «Режиссёр театра, педагог».
Член Союза писателей РФ, писатель, драматург, поэт, автор-исполнитель.
Родился на озере Ханка в Приморье, юность и ранняя молодость прошли в триаде городов — Большой Камень, Владивосток и Хабаровск. Долгое время жил и работал в Москве, с 2017 года — петербуржец, кем, по его же словам, был всегда.

## Семья
• Отец — Веселов Фёдор Ефимович
• Мать — Веселова Галина Игнатьевна
• Супруга — Павина Елена Михайловна
• Дети — Веселова Альбина Максимовна
Веселова Олеся Максимовна

## Ретроспектива театральной, музыкальной и писательской биографии
2023 г. — спектакль по повести А. П. Чехова «Чёрный монах» (одноимённый, жанр — драма), в инсценировке и постановке М. Ф. Веселова становится Лауреатом Регионального театрального фестиваля «Окно возможностей».
2023 г. — новая постановка авторской инсценировочной компиляции спектакля «Дурочка», жанр — пародийная комедия.
2023 г., февраль — спектакль-иллюстрации «Мёртвые души. Том 2», по инсценировке М. Ф. Веселова романа-поэмы Н. В. Гоголя «Мёртвые души», восстановленного писателем Ю. А. Авакяном становится дважды Лауреатом фестиваля «Книжный маяк Петербурга».
2022 г. — написана и поставлена пьеса «Петербурженка», жанр — трагикомедия, на данный момент — «визитная карточка» ТДТ «АртелЬ-СПб».
2022 г. — Закончена работа над пьесой (инсценировкой) «Альтистка Данилова» по роману Вл. Орлова «Альтист Данилов».
2022 г., ноябрь — участие ТДТ «АРТЕЛЬ-СПб» в Фестивале «Книжный маяк Петербурга», театрализованная презентация переиздания второго тома «Мёртвых душ» Н. В. Гоголя, спектакль-иллюстрации «Мёртвые души. Том 2» становится Лауреатом Фестиваля.
2022 г. — Закончена работа над романом «No identification» в двух частях.
2021 г. — Первая официальная открытая актёрская читка пьесы «Мёртвые души. Том 2» (Н. В. Гоголь, литературная реконструкция — Ю. А. Авакян).
2021 г. — постановка спектакля «Она Как Все» по одноимённой пьесе Джорджа Гуницкого.
Закончена работа над пьесой (инсценировкой) «Мёртвые души. Том 2», по восстановленному А. Ю. Авакяном роману Н. В. Гоголя.
2020 г., август — основан Театр Драмы и Трагикомедии «АртелЬ-СПб», М. Ф. Веселов становится художественным руководителем и главным режиссёром Театра. Новая постановка спектакля «Зойкина квартира», жанр — музыкальная трагикомедия.
2020 г., май — радиопостановка спектакля «Зойкина квартира».
2019 г. — окончание работы и издание книги о Легенде русского андеграунда — Нике Рок-н-Ролле. Выход книги «АЗБУКА РОК-Н-РОЛЛА (Ника)».
Книга, на данный момент, пережила 5 переизданий.
2019 г. — Постановка спектакля «Зойкина квартира», жанр — музыкальная трагикомедия.
2018 г. — режиссёр Шоу-театра «MADESh» (СПб), постановка спектакля «Дурочка», жанр — пародийная комедия.
2018 г. — приглашённый режиссёр, сотрудничество с антрепризой А. Рабиновича, г. Санкт-Петербург.
2017 г. — издание сборника «Мистическая проза».
2014 г. — издание сборника рассказов «Крепостной театр».
2013-15гг. — открытие Арт-кафе «УникуМ» и проведение в нём более 50-ти концертов бардов из топ-листа Грушинского фестиваля, г. Москва.
2012 г. — издание романа «Закулисье Демонов или Московские Каникулы».
2011 г. — открытие и продюсирование клуба «Рокабилли», г. Москва.
2009 г. и 2010 г. — продюсирование авторского рок-фестиваля «DV-party» и «DV-party2» в клубе «В2», г. Москва.
2007 г. — выход сингла «Гулять по Москве» совместно с музыкантами легендарной симфо-рок-группы «Magnit». В сингл вошли песни «Артист», «Бродить по стране» и «Поезд на Восток».
2005 г. — издание повести (написанной по авторской одноимённой пьесе) «Гоголиада», г. Москва.
2003 г. — сопродюсирование с Джоном Солярисом владивостокского Арт-клуба «Премьера» и рок-фестиваля «Рок-н-ролл осуждает войну!» (реакция на нападение США на Ирак).
2001-02гг. — издание ежемесячного литературного альманаха «ЛитДвижение».
1997-99гг. — Хабаровский Театр Максима Веселова «Театр На Колёсах», на базе РЖД. Постановка авторской пьесы «Гоголиада».
1995 г. — получение звания Лауреата на краевом театральном фестивале «Белая чайка».
1994 г. — при поддержке дружественных рокеров вышел рок-альбом Максима Веселова «Феникс».
1994 г. — студийная запись двойного акустического альбома «Акустический шаг».
1994 г. — продюсирование рок-фестиваля «Белая Лира».
1993-97гг. — Театр Максима Веселова «Белый Дракон», постановки авторских спектаклей: «И дольше века длится ночь» (по мотивам пьесы Э. Радзинского «Театр времён Нерона и Сенеки»), «Бал в Пустоте», «Сирин взлетает в Полнолуние», «Аллегория как она есть».
1993 г. — рок-проект «Город Z», окончания у проекта нет. Костяк участников: Максим Веселов (гитара, вокал), Джон Дьяков (гитара), Стас «Гоголь» Шолохов (гитара, вокал) и Петя Изута (вокал, ныне гр. «Танцующий крыжовник»). Чисто символически это было собрание лидеров, где всё выступление выстраивалось под аккомпанемент каждого из участников группы, поэтому проект всегда выглядит разнообразным и неожиданным.
1992 г. — рок-группа «Город Зомби» (г. Хабаровск), записан альбом «Я иду».
1992 г. — совместный акустический альбом с Ленкой Мафией «Ждите!» (г. Хабаровск).
1991 г. — на базе театра «Роза Ветров» восстановление спектакля «Путешествие Туда» и запись теле-версии спектакля.
1990-1г. — рок-группа «Defl-оратор» (г. Владивосток), запись одноимённого альбома (1990 г.) с легендарным бас-гитаристом Дядей Федором — Ильей Федоркиным.
1988-90г. — срочная служба в стройбате и запись альбома «Спальный вагон» в г. Хор (Хабаровский край) с группой «Седьмой прохожий» (г. Владивосток).
1985-8гг. — театр «Роза Ветров» (г. Большой Камень), постановка собственной пьесы «Путешествие Туда», жанр — мистический реализм.
1983-8гг. — рок-группа «Мансарда», фрондмэн.
1983 г. — написание первого сборника стихотворений.

## Драматургия
• «Путешествие Туда», драма, мистический реализм, 1987 г.
• «Аморавелла», драма, 1993 г.
• «Аллегория как она есть», поэтическая комедия, 1994 г.
• «Сирин взлетает в Полнолуние», драма, 1995 г.
• «Бал в Пустоте», комедия, 1997 г.
• «Гоголиада», драма, 1999 г.
• «Мёртвые души. Том 2», Н. В. Гоголь, литературная реконструкция — Ю. А. Авакян, инсценировка, 2021 г.
• «Петербурженка», трагикомедия, 2022 г.
• «Альтистка Данилова», Вл. Орлов, роман «Альтист Данилов», инсценировка, 2022 г.
• «Чёрный монах», драма, А. П. Чехов, инсценировка, 2023 г.